# Linea di campo

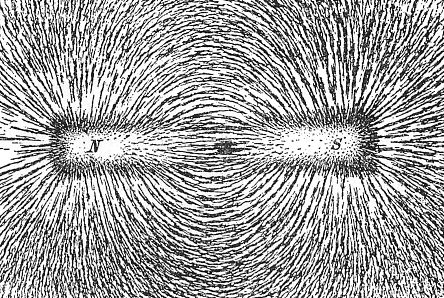
Lo spettro magnetico di un magnete, ovvero l'insieme delle linee di campo del campo magnetico.

In fisica, una linea di campo di un campo vettoriale è una curva ideale che ha come tangente in ogni punto la direzione del vettore del campo stesso; talvolta può coincidere con una linea di forza (come accade ad esempio per il campo gravitazionale e per il campo elettrostatico) mentre altre volte i due tipi di linea rimangono distinti (campo magnetostatico, che per definizione è puramente deflettente e quindi genera una forza in direzione ortogonale a quella del campo stesso che l'ha provocata). Per ogni punto passa una sola linea di campo che perciò si può dire univocamente definita.
L'insieme delle linee del campo magnetico è detto spettro magnetico.

## Visualizzazione
Generalmente le linee di campo, ad esempio nel caso di un campo elettrico, vengono disegnate radialmente rispetto alla carica che genera il campo. Esse sono orientate uscenti se la carica è positiva, entranti se la carica è negativa. Il verso del campo viene indicato tramite un'opportuna freccia. 
Il numero di linee di campo che vengono disegnate è anche un indice quantitativo dell'intensità del campo stesso.
In un campo elettrostatico le linee di campo non possono essere chiuse. Se per assurdo ci fosse una linea di campo chiusa, la circuitazione del campo lungo tale linea sarebbe "non" nulla, in contrasto con la conservatività del campo elettrico.
In un campo elettrostatico le linee di campo sono dunque linee aperte e hanno inizio o fine su una carica. Il verso di tali linee è sempre quello che va dalla carica positiva a quella negativa.
Un errore molto comune è quello di pensare che le linee di flusso di un campo solenoidale siano sempre curve chiuse. Tale condizione, seppur sufficiente a dar vita a un campo di tale natura, non è strettamente necessaria.